# South Beach (Singapur)

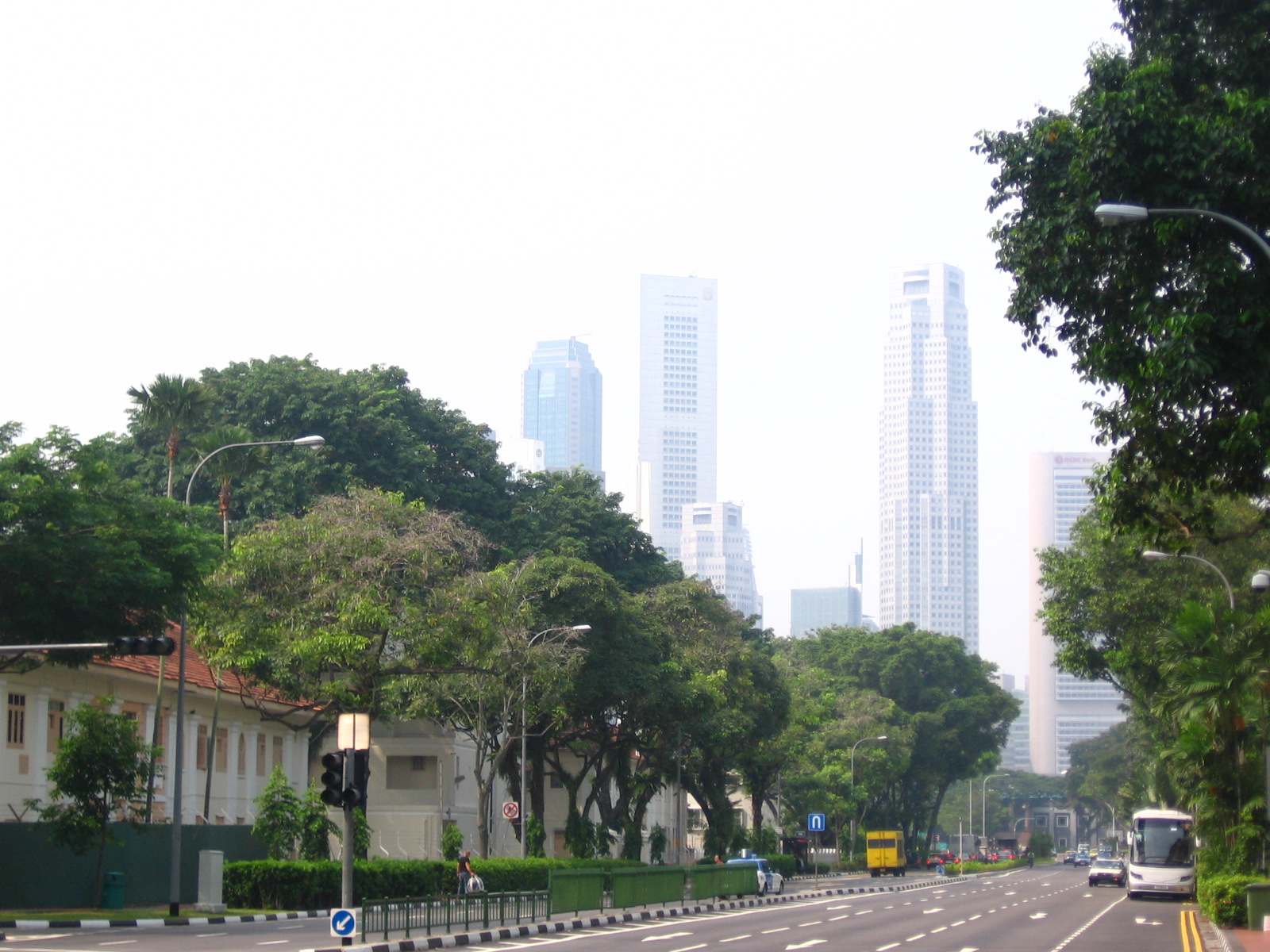
Una vista de Playa y Playa Del sur Carretera, Singapur.

Coordenadas: 1°17′42″N 103°51′22″E / 1.29500, 103.85611
South Beach es un complejo residencial localizado en Beach Road, en el Distrito financiero de Singapur. El conjunto, cuya construcción concluyó en 2017, comprende oficinas, un hotel, tiendas y residencias. El proyecto incluye la restauración de cuatro edificios de conservación anteriores.

## Historia

### Historia de sitio
Los cuatro edificios de conservación se componen de tres bloques del ejército de los años 30 (Bloques 1, 9 y 14) y el antiguo Club NCO construido en 1952. Los antiguos edificios de hormigón recibieron el estatus de conservación en 2002 debido a su rico significado histórico y arquitectónico. El campo de Beach Road fue el lugar para el primer reclutamiento del Servicio Nacional en 1967. El antiguo NCO Club fue originalmente diseñado como la sede de la Armada, el Ejército y los Institutos de la Fuerza Aérea en Singapur, y tenía una piscina. Los bloques del ejército están en estilo art déco conocido por características elegantes y funcionales, mientras que el club es un híbrido de eso y lo que vino en la década de 1950, llamado arquitectura moderna.

### Planes de sitio
Entre los días 27 y 29 de septiembre de 2006, la Autoridad de Reurbanización Urbana (URA) mostró el sitio Beach Road en el "MIPIM Asia" de Hong Kong. MIPIM Asia es la versión de Asia-Pacífico de MIPIM, una exposición internacional de propiedad que se celebra cada año en Cannes.|fechaacceso=23 de septiembre de 2007|fecha=26 de septiembre de 2006|sitioweb=Urban Redevelopment Authority}}</ref>
El paquete de tierra de 3,5 hectáreas está limitado por Beach Road, Bras Basah Road, Nicoll Highway y Middle Road, y está ubicado junto a la estación de MRT Esplanade. URA ha planeado el sitio para un desarrollo de uso mixto que comprende oficinas de primera clase y habitaciones de hotel de gama alta. Los edificios conservados en el sitio mejorarían la singularidad del desarrollo. El nuevo desarrollo integrado ofrecería una mezcla de conservación de baja altura y edificios de altura media a alta para usos comerciales y hoteleros. URA requirió a los desarrolladores reservar al menos el 40% del espacio para uso de oficina, y al menos el 30% del espacio debe ser para habitaciones de hotel.|fecha=11 de septiembre de 2007}}</ref>

### Oferta de sitio
El sitio fue lanzado para licitación en marzo de 2007 y fue adjudicado a través de un sistema de "dos sobres", donde las ofertas fueron evaluadas primero sobre la base de sus propuestas de concepto antes de que se conocieran los precios de la oferta. Las propuestas se evaluaron en función de su contribución al perfil de la ciudad, la provisión de espacios públicos atractivos y la arquitectura de alta calidad.«S'pore gets US$1.12b "South Beach"». Singapore Press Holdings. 11 de septiembre de 2007. Archivado desde el original el 5 de agosto de 2009. Consultado el 23 de septiembre de 2007.</ref>
Cuando la licitación se cerró en julio de 2007, URA recibió siete presentaciones de grandes desarrolladores y empresas. Cinco fueron rechazados aunque algunos de ellos vinieron con ofertas más altas; Entre ellos una empresa conjunta entre Pontiac Land Group y Morgan Stanley, CapitaLand, una de las dos ofertas de una empresa conjunta entre Keppel Land y Cheung Kong Holdings de Hong Kong y dos ofertas de Overseas Union Enterprise. La oferta ganadora fue la más alta de dos presentaciones pendientes presentadas por la URA para sus propuestas conceptuales aceptables.
Ganado por un consorcio liderado por City Developments Limited, la oferta ganadora de S $ 1.689 millones se calculó en alrededor de S $ 1.069 por pie cuadrado de área de piso bruta potencial. El desarrollo de arrendamiento de 99 años, que se llamó "South Beach" y tiene una superficie bruta de 146.827 metros cuadrados (1.580.433 pies cuadrados), será construido en 2012. CDL vinculados con Dubai World Istithmar Beach Road FZE y Elad Group Singapur , Y ofrecido vía propiedades de Scottsdale. El segundo lugar Keppel Land y su socio Cheung Kong Holdings perdieron con su oferta de S $ 1.386 millones. CDL estimó que su inversión en el proyecto de South Beach costaría por lo menos S $ 2,73 mil millones.

## Arquitectura
El desarrollo contará con dos torres nuevas, de 45 plantas y 42 pisos de altura, que albergan dos hoteles de lujo, oficinas y apartamentos. Los edificios militares conservados originales del viejo campo de la playa del camino serán restaurados para los usos al por menor y hotel-relacionados tales como cuartos de la función. El proyecto agregará al menos 46.450 metros cuadrados (500.000 pies cuadrados) de nuevo espacio de oficinas y alrededor de 700 a 800 habitaciones de hotel.
El Consorcio CDL ha propuesto adoptar un diseño ambiental y tecnología verde para crear un desarrollo distintivo y de alta calidad que encaje bien con el clima tropical de Singapur y el contexto urbano. Diseñado por la firma de arquitectura británica Foster and Partners, una característica clave del diseño ganador es un gran "filtro ambiental" con dosel que cubre los espacios abiertos, conectando edificios de conservación con las dos torres de gran altura y proporcionando refugio de los elementos y atrayendo corrientes de aire Para enfriar el área debajo de ella. El dosel se eleva en algunas zonas y baja en otras, parecido a enormes olas. Algunas partes del dosel flotan alrededor de un bloque de conservación, otro lo cubre, mientras que otra parte parece entrar en un bloque. Otras partes del pabellón también parecen elevarse hacia el cielo, cubriendo parte de las fachadas de las dos nuevas torres.
Las dos torres tendrán fachadas inclinadas para atrapar los vientos y el flujo de aire directo a los espacios del nivel del suelo. Las fachadas del edificio también incorporarán células fotovoltaicas. El agua de lluvia se recogerá de las torres y el dosel para fluir en un tanque de retención en el subsuelo, en lugar de ser desperdiciado.
El primer piso se extenderá con una serie de calles internas, con el objetivo de realzar la vibración de la calle y permitir que los peatones se muevan fácilmente. Un "eje verde" peatonal surge hacia arriba desde la salida de la estación MRT del sótano a través de jardines de múltiples niveles. El diseño del bloque presenta callejones que recuerdan a la cercana zona de Seah Street. También contará con patios hundidos, jardines con gradas alineados con tiendas, y puntos de venta de alimentos y bebidas.